# Benedict Menkes
Benedict M. Menkes, menționat și Bernad Mencheș, (n. 11 noiembrie 1904, Rădăuți – d. 5 august 1987, Timișoara) a fost un medic și biolog român, de origine evreiască, cunoscut mai ales pentru contribuțiile în domeniul embriologiei și teratologiei experimentale și al morfologiei, unul din fondatorii învățământului și cercetării medicale la Timișoara, întemeietorul Centrului de embriologie din Timișoara. A fost profesor la Institutul de medicină, azi Universitatea de Medicină și Farmacie Victor Babeș din Timișoara. Din 1952 a fost membru corespondent al Academiei Române.

## Biografie
Benedict Menkes s-a născut în 1904 la Rădăuți, județul Suceava, pe atunci parte a ducatului Bucovinei din cadrul Imperiului Austro-Ungar, în familia avocatului evreu dr.Michael Menkes.
În anii 1914-1923 a urmat studii liceale la Rădăuți și la Viena. A studiat apoi medicina la Universitatea din București. În timpul studiilor de medicină a devenit un colaborator apropiat al profesorului Francisc Rainer ca preparator și apoi asistent la Institutul de  anatomie. În 1930 a susținut, sub îndrumarea lui Rainer, lucrarea sa de doctorat în medicină și chirurgie, consacrată inervației arcadei palmare superficiale. În timpul regimului Ion Antonescu, fiind evreu, a fost demis, împreună cu Zalman Iagnov, din postul de la catedra de anatomie (după octombrie 1940), iar familia sa a fost deportată.

## Activitatea didactică și științifică
În 1945 s-a stabilit la Timișoara, unde s-a numărat printre fondatorii Institutului de medicină local, a predat histologia (1945-1946), anatomia patologică (1946-1957) și biologia medicală (1957-1974)
În 1951 a organizat și condus primul colectiv de cercetări medicale din Timișoara, in cadrul Academiei Române, iar în anul 1952, împreună cu profesorul Gheorghe Lupașcu, a organizat Baza de Cercetări științifice a Academiei Române în Timișoara , al cărei director a fost până în 1958.În cadrul acesteia, Menkes a condus până în anul 1955 secția de medicină care a devenit apoi , tot sub direcția sa, secție de Embriologie și energetică celulară. În 1963  ea a fost transformată în Centrul de Embriologie Normală și Patologică.  
În 1952 a fost ales membru corespondent al Academiei Române.
Menkes a efectuat cercetări în domeniul morfologiei și al embriologiei și teratologiei experimentale, în ontogeneza embrionului –(Cercetări de embriologie experimentală, Biologie medicală, Probleme de morfopatologie , Anatomia topografică a embrionului uman). A scris un    „Curs  biologie generală.”
Cercetările sale, în mare parte efectuate pe embrion de găină, s-au centrat ,între altele, pe
biologia heterogrefelor embrionare, determinismul cauzal al formării organelor axiale (somitogeneză), reproducerea experimentală a malformațiilor sistemului nervos central,cordului și membrelor. Menkes a fost, de asemenea, autorul unor cercetări originale și de pionierat în domeniul rolului morții celulare în morfogeneza normală și patologică și al mecanismelor stratigenezei normale și patologice în scoarța cerebrală. A emis, între altele, ipoteza „ gradientului de oxigen” ca mecanism în stratigeneza scoarței cerebrale. A efectuat investigații ale efectului teratogen al alcoolului. De asemenea a utilizat noi metode de cercetare în embriologia experimentală, ca de exemplu, folosirea de colorații vitale pentru teratogeni și utilizarea microcinematografiei în cercetarea embriologică.
Laboratorul pe care l-a condus s-a bucurat de prestigiu, găzduind și tineri cercetători din străinatate, ca de pildă din Polonia și Germania.
În anul 1970 autoritățile cu procedat la o așa numită „reorganizare a unităților de cercetare” când Centrul pe care l-a condus a fost scos din rețeaua de cercetare a Academiei și unit artificial cu Institutul de igienă sub numele de Centrul de cercetări medicale Timișoara. Menkes a fost menținut în postul de director, dar în 1971, nefiind mulțumit cu situația creată, a demisionat.
În 1974, la 70 de ani, a încetat activitatea pedagogică, rămânând profesor consultant la Institutul de medicină.
În 1965-1978 a fost membru în colegiul de redacție al revistei de referate Excerpta Medica  din Olanda,  în 1970-1975 a fost membru in consiliul de conducere al Institutului de Embriologie din Utrecht în Olanda, membru activ al Societății Europene de Teratologie, al Societății Europene de Embriologie, al Societății Internaționale de Biologia Dezvoltării.
Între anii 1954-1963 a fost redactor responsabil al seriei de Științe Medicale a revistei „Studii și cercetări științifice”, editată de filiala Timișoara a Academiei Române. 
În perioada 1964-1973 a fost redactor-șef adjunct al revistei „Revue Roumaine d’Embryologie et Cytologie”, seria de „Morphologie et d’Embryologie”, editată de Academia Română
Printre discipolii săi se numără biochimistul Zeno Gârban.

## Premii și onoruri
- 1948 – Premiul Victor Babeș al Academiei Române
- 1951 – Medalia Muncii „cu ocazia zilei de 23 August 1951”[5]
- 23 martie 1952 - membru corespondent al Academiei Române
- 1952 – Medalia „A cincea aniversare a Republicii Populare Române” „pentru lupta și munca duse în vederea făuririi, consolidării și prosperării Republicii Populare Române”[6]
- 1953 – Medalia Muncii[7]
- 1954 – Premiul de stat al României
- 1954 – Ordinul Muncii clasa a II-a „pentru merite deosebite pe tărîmul construcției de stat, economice, sociale și culturale, cu ocazia celei de a zecea aniversări a eliberării patriei noastre”[8]
- 1959 – Ordinul „23 August” clasa a V-a „pentru activitate rodnică în dezvoltarea științei și culturii din Republica Populară Romînă”[9]
- 1964 – Ordinul „Steaua Republicii Populare Romîne” clasa a IV-a „pentru merite deosebite în opera de construire a socialismului, cu prilejul celei de a XX-a aniversări a eliberării patriei”[10]
- 1969 - membru al Academiei de Științe Medicale
- 1970 – Ordinul „Meritul Sanitar” clasa a II-a „pentru merite deosebite în domeniul ocrotirii sănătății populației din țara noastră”[11]
- 1971 - Ordinul „Steaua Republicii Socialiste România” clasa a III-a „pentru merite deosebite în opera de construire a socialismului, cu prilejul aniversării a 50 de ani de la constituirea Partidului Comunist Român”.[12]

## Cărți și articole
Menkes a publicat peste 120 lucrări științifice, dar numeroase cercetări ale sale au rămas nepublicate.

### Selecție de lucrări științifice
- (cu  M. Deleanu) Leg differentiations and experimental syndactyly in the chick embryo. Revue Roumaine d'Embryologie et de Cytologie, Série Embryologie, 1964
- (cu C. Miclea, Șt. Elias și M. Deleanu) Researches on the formation of axial organs. 1. Studies on the differentiation of the somites (1961)[13]
- (cu S. Sandor) Somitogenesis:regulation potencies, sequence determination and primordial interactions p. 405-421 în D.A.Ede, J.R. Hinchliffe and M. Balls Vertebrate limb and somite morphogenesis, British Society for Developmental Biology, Vol. 3, Cambridge University Press 1977;
- Localized necrosis and necrobiosis in teratogenesis, 1968;
- Contributions to the problem of somitogenesis, în colaborare, 1969;
- (cu S. Sandor și A. Ilieș) Cell death in teratogenesis, in „Advances in Teratology”, Londra, 1970;
- Untersuchungen über die Stratigenese im Zentralnervensystem, în colaborare, Leipzig, 1975;
- Vital fluorochroming as a tool for embrionic ell death research, în colaborare, 1979.

### Cărți
- Cercetări de embriologie experimentală. Editura Academiei RPR, 1959
- Probleme de morfopatologie
- Anatomia topografică a embrionului uman
- Curs de biologie medicală